# Germanische Sprachen

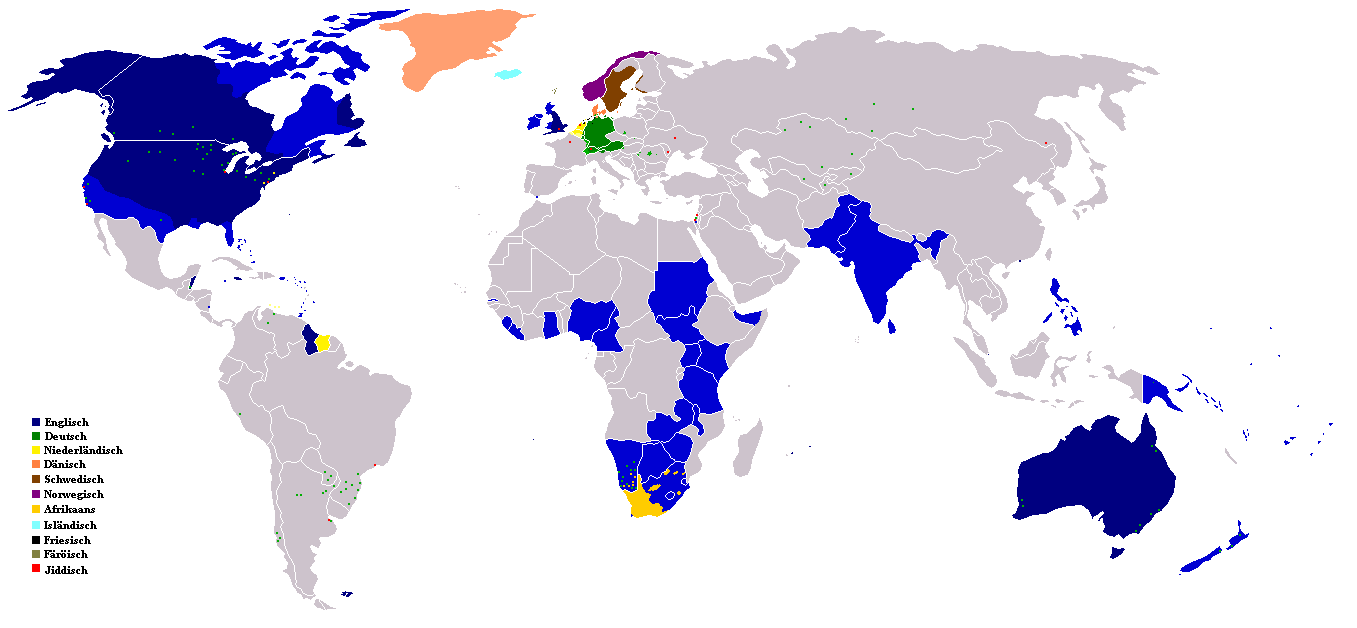
Gegenwärtige Verbreitung germanischer Sprachen

Die germanischen Sprachen sind ein Zweig der indogermanischen Sprachfamilie. Sie umfassen etwa 15 Sprachen mit rund 500 Millionen Muttersprachlern, über 1,5 Milliarden einschließlich der Zweitsprecher. Ein charakteristisches Phänomen aller germanischen Sprachen gegenüber den anderen indogermanischen Sprachen sind die Veränderungen im Konsonantismus durch die germanische Lautverschiebung.
Dieser Artikel dient der Gesamtdarstellung der germanischen Sprachen. Auf Untergruppen und einzelne Sprachen und ihre Dialekte wird verwiesen. Die urgermanische Sprache wird in einem separaten Artikel behandelt.

## Die großen germanischen Sprachen
Insgesamt zehn germanische Sprachen besitzen jeweils mehr als eine Million Sprecher.
- Englisch ist die sprecherreichste germanische Sprache mit rund 330 Millionen Muttersprachlern und über einer Milliarde Zweitsprechern.[7]
- Deutsch wird von etwa 100 Millionen Muttersprachlern und mindestens 80 Millionen Zweitsprechern gesprochen.[8]
- Niederländisch (25 Millionen)[9]
- Schwedisch (10 Millionen)[10]
- Afrikaans (6,7 Millionen, mit Zweitsprechern 16 Millionen)
- Dänisch (5,5 Millionen)[11]
- Norwegisch (5 Millionen; Bokmål und Nynorsk)[12]
- Niederdeutsch (ca. 2 Millionen)[13]
- Scots (1,5 Millionen;[14] Stellung als eigene Sprache umstritten)
- Jiddisch (500.000[15] – 670.000[16]; vor dem zweiten Weltkrieg noch zwischen 6 und 7 Millionen[17] und 11–13 Millionen[18])

## Die West-Nord-Ost-Gliederung der germanischen Sprachen
Die Dreiteilung der germanischen Sprachen in West-, Nord- und Ostgermanisch ist von Anfang der schriftlichen Überlieferungen sichtbar. Es darf bezweifelt werden, ob dieser Dreiheit jemals ein vollkommen einheitliches „Urgermanisch“ zugrunde gelegen hat (siehe unten die ausführliche Klassifikation). Die Sprachgrenze zwischen Nord- und Westgermanisch wird heute durch die deutsch-dänische Grenze markiert und lag früher etwas weiter südlich an der Eider.
Westgermanische Sprachen
Zu den westgermanischen Sprachen gehören: Englisch, Deutsch, Niederländisch, Afrikaans, Niederdeutsch, Jiddisch, Luxemburgisch, Friesisch und Pennsylvania Dutch.
Nordgermanische Sprachen
Dazu gehören: Schwedisch, Dänisch, Norwegisch, Färöisch und Isländisch.
Ostgermanische Sprachen
Alle ostgermanischen Sprachen sind ausgestorben. Die bestüberlieferte ostgermanische Sprache ist Gotisch.

## Die Klassifikation der germanischen Sprachen

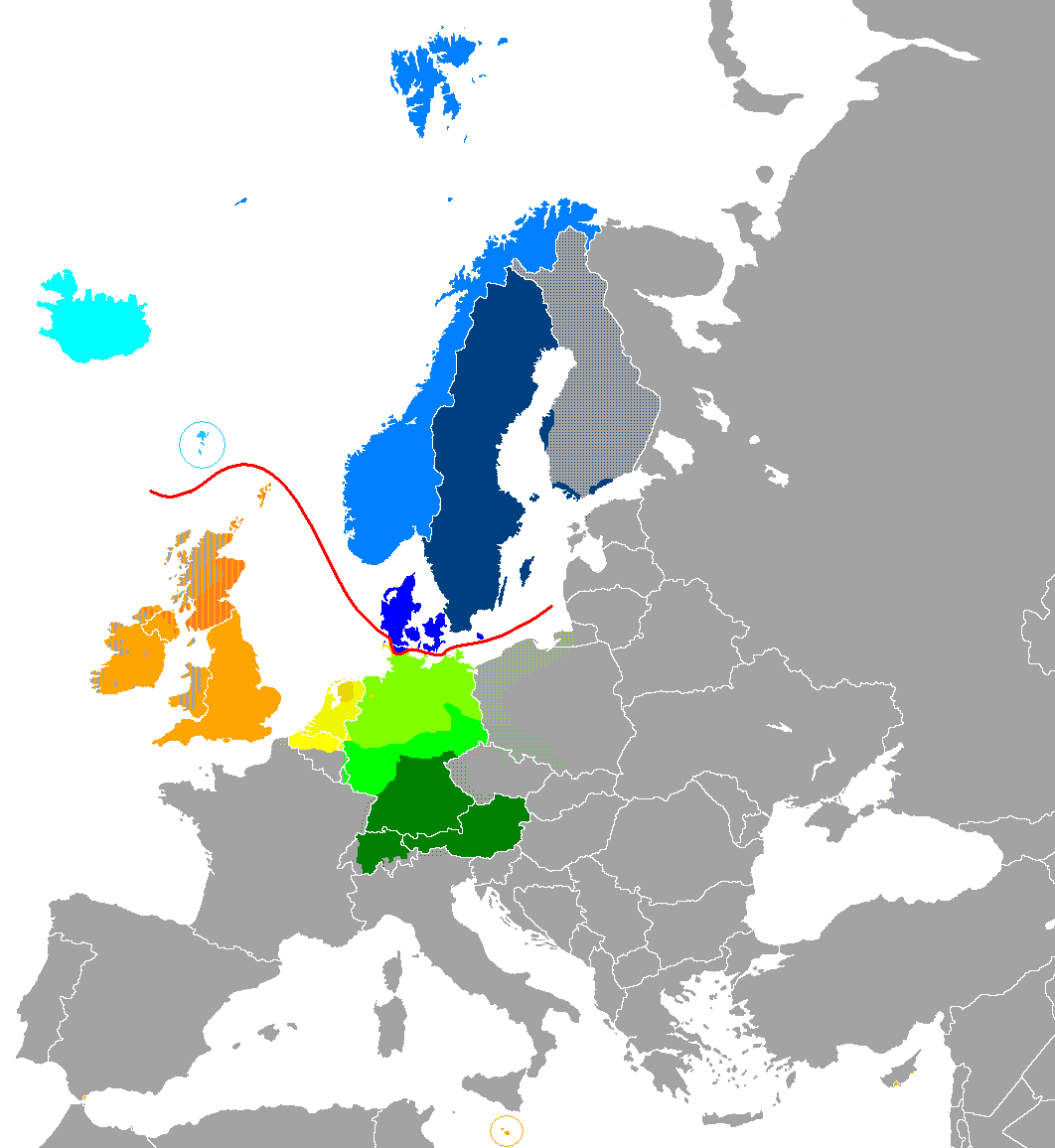
Aktuelle Verbreitung der germanischen Sprachen in Europa:
Nordgermanische Sprachen
Isländisch
Färöisch
Norwegisch
Dänisch
Schwedisch
Westgermanische Sprachen
Scots
Englisch
Friesisch
Niederländisch
Niederdeutsch
Mitteldeutsch
Oberdeutsch
Rote Linie: Grenze zwischen Nord- und Westgermanisch

### Einteilung der heutigen germanischen Sprachen
Der germanische Zweig des Indogermanischen umfasst heute 15 Sprachen mit insgesamt rund 500 Millionen Sprechern. Einige dieser Sprachen werden von manchen Forschern nur als Dialekte betrachtet (siehe unten). Diese 15 Sprachen können nach dem Grad ihrer Verwandtschaft wie folgt klassifiziert werden (die Sprecherzahlen beziehen sich auf Muttersprachler):
Germanisch (15 Sprachen mit insgesamt 490 Millionen Sprechern):
1. Westgermanisch:
  - Niederdeutsch:
Niederdeutsch (ca. 2 Millionen[20])
Plautdietsch (500.000)[21]
  - Niederfränkisch:
Niederländisch (25 Millionen)
Afrikaans (6 Millionen; 16 Millionen inkl. Zweitsprecher)
Limburgisch (2 Millionen)
  - Hochdeutsch:
Deutsch (100 Millionen; 180 Millionen inkl. Zweitsprecher)
Jiddisch (1,5 Millionen)
Luxemburgisch (Lëtzebuergesch) (300.000)
Pennsylvania Dutch (100.000)
  - Friesische Sprachen (400.000) (Westfriesisch, Nordfriesisch, Ostfriesisch [Saterländisch])
  - Englisch (340 Millionen; mind. 1,4 Milliarden inkl. Zweitsprecher)
2. Nordgermanisch:
  - Skandinavisch: (Festlandskandinavisch)
Dänisch (5,5 Millionen)
Schwedisch (10 Millionen)
Norwegisch (5 Millionen) (Bokmål und Nynorsk)
  - Isländisch-Färöisch: (Inselskandinavisch)
Isländisch (300.000; 350.000 inkl. Zweitsprecher)
Färöisch (65.000)

Die Grundlage dieser Klassifikation ist der Weblink „Klassifikation der indogermanischen Sprachen“, der für das Germanische vor allem auf Robinson 1992 basiert. Die aktuellen Sprecherzahlen entstammen Ethnologue 2005 und offiziellen Länderstatistiken.
Da die Grenzen zwischen Sprachen und Dialekten fließend sind, werden z. B. Luxemburgisch, Plautdietsch, Pennsylvanisch und Niederdeutsch nicht von allen Forschern als Sprachen betrachtet, Schwyzerdütsch und Schottisch (Scots) dagegen von anderen als weitere eigenständige westgermanische Sprachen angesehen. Ein weiteres Beispiel: Die beiden Varianten des Norwegischen (Bokmål und Nynorsk) werden von einigen Skandinavisten als separate Sprachen betrachtet, wobei dann Bokmål in die Nähe des Dänischen, Nynorsk in die Nähe des Isländisch-Faröischen rückt.

### Historische Klassifikation

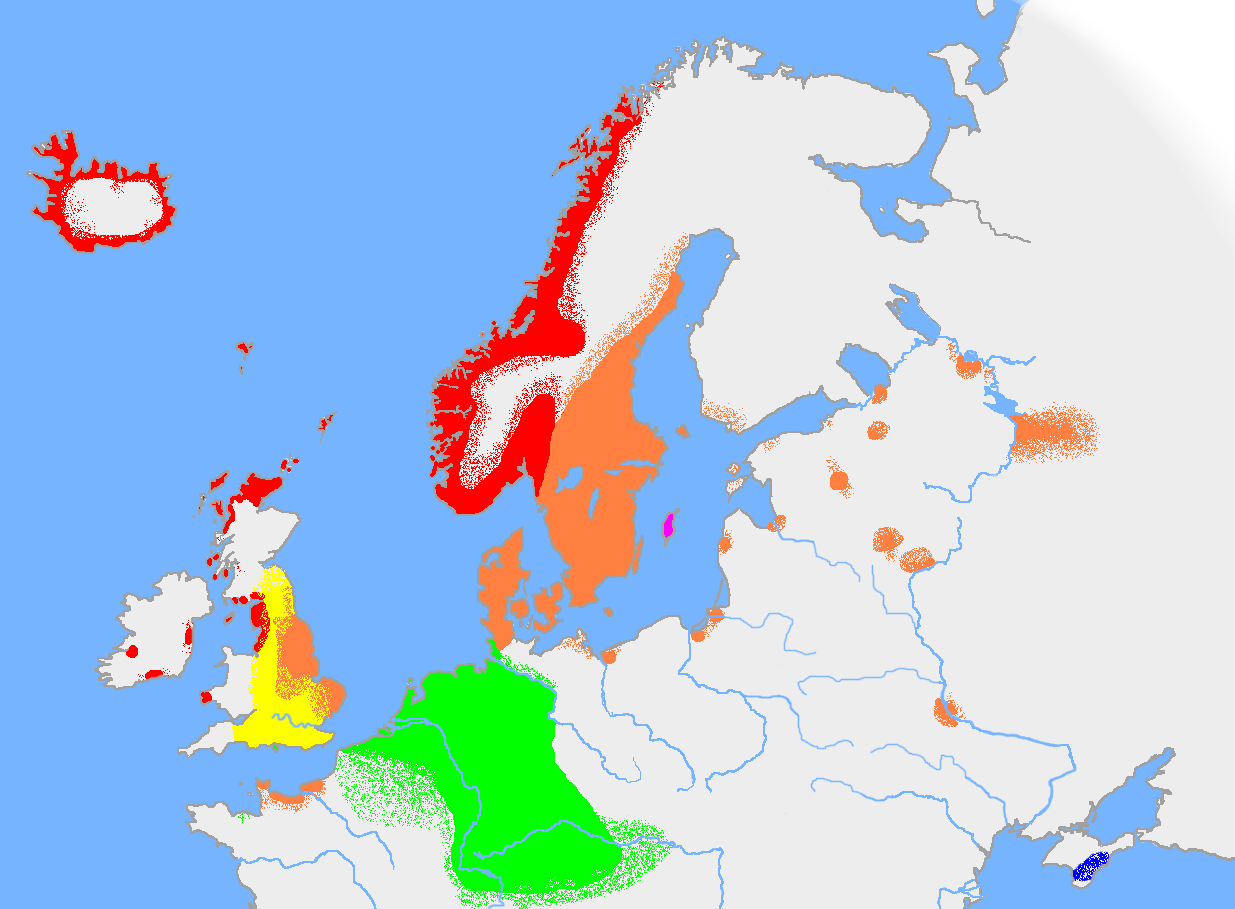
Die ungefähre Ausdehnung der germanischen Sprachen um 900 n. Chr.: Kontinentalwestgermanisch grün, Altenglisch gelb, Altostnordisch orange, Altwestnordisch rot, Altgutnisch pink, Ostgermanisch blau

Während die obige Klassifikation eine Gliederung der heute existierenden germanischen Sprachen bietet, sollten folgenden Darstellungen einen historischen Einblick vermitteln, da auch die ausgestorbenen germanischen Sprachen aufgeführt werden. Schematische Darstellung der Ausgliederung der historischen germanischen Sprachen bis zum 9. Jahrhundert, nach Stefan Sonderegger:
| 1. Jahrtausend v. Chr.         | 1. Jahrtausend v. Chr.         | 1. Jahrtausend v. Chr.         | 1. Jahrtausend v. Chr.         | 1. Jahrtausend v. Chr.         | 1. Jahrtausend v. Chr.         |  |  |                       |                       |                       |                       |                       |                       |  |  | Früh-/ Urgermanisch          | Früh-/ Urgermanisch          | Früh-/ Urgermanisch          | Früh-/ Urgermanisch          | Früh-/ Urgermanisch          | Früh-/ Urgermanisch          |  |  |                   |                   |                   |                   |                   |                   |  |  |                          |                          |                          |                          |                          |                          |  |  |             |             |             |             |             |             |  |  |             |             |             |             |             |             |  |  |           |           |           |           |           |           |  |  |  |  |  |  |  |  |  |  |  |  |
| 1. Jahrtausend v. Chr.         | 1. Jahrtausend v. Chr.         | 1. Jahrtausend v. Chr.         | 1. Jahrtausend v. Chr.         | 1. Jahrtausend v. Chr.         | 1. Jahrtausend v. Chr.         |  |  |                       |                       |                       |                       |                       |                       |  |  | Früh-/ Urgermanisch          | Früh-/ Urgermanisch          | Früh-/ Urgermanisch          | Früh-/ Urgermanisch          | Früh-/ Urgermanisch          | Früh-/ Urgermanisch          |  |  |                   |                   |                   |                   |                   |                   |  |  |                          |                          |                          |                          |                          |                          |  |  |             |             |             |             |             |             |  |  |             |             |             |             |             |             |  |  |           |           |           |           |           |           |  |  |  |  |  |  |  |  |  |  |  |  |
| Jahrhunderte vor und nach Chr. | Jahrhunderte vor und nach Chr. | Jahrhunderte vor und nach Chr. | Jahrhunderte vor und nach Chr. | Jahrhunderte vor und nach Chr. | Jahrhunderte vor und nach Chr. |  |  |                       |                       |                       |                       |                       |                       |  |  | Mittel-/ Gemeingermanisch    | Mittel-/ Gemeingermanisch    | Mittel-/ Gemeingermanisch    | Mittel-/ Gemeingermanisch    | Mittel-/ Gemeingermanisch    | Mittel-/ Gemeingermanisch    |  |  |                   |                   |                   |                   |                   |                   |  |  |                          |                          |                          |                          |                          |                          |  |  |             |             |             |             |             |             |  |  |             |             |             |             |             |             |  |  |           |           |           |           |           |           |  |  |  |  |  |  |  |  |  |  |  |  |
| Jahrhunderte vor und nach Chr. | Jahrhunderte vor und nach Chr. | Jahrhunderte vor und nach Chr. | Jahrhunderte vor und nach Chr. | Jahrhunderte vor und nach Chr. | Jahrhunderte vor und nach Chr. |  |  |                       |                       |                       |                       |                       |                       |  |  | Mittel-/ Gemeingermanisch    | Mittel-/ Gemeingermanisch    | Mittel-/ Gemeingermanisch    | Mittel-/ Gemeingermanisch    | Mittel-/ Gemeingermanisch    | Mittel-/ Gemeingermanisch    |  |  |                   |                   |                   |                   |                   |                   |  |  |                          |                          |                          |                          |                          |                          |  |  |             |             |             |             |             |             |  |  |             |             |             |             |             |             |  |  |           |           |           |           |           |           |  |  |  |  |  |  |  |  |  |  |  |  |
|                                |                                |                                |                                |                                |                                |  |  |                       |                       |                       |                       |                       |                       |  |  |                              |                              |                              |                              |                              |                              |  |  |                   |                   |                   |                   |                   |                   |  |  |                          |                          |                          |                          |                          |                          |  |  |             |             |             |             |             |             |  |  |             |             |             |             |             |             |  |  |           |           |           |           |           |           |  |  |  |  |  |  |  |  |  |  |  |  |
| 4. Jahrhundert                 | 4. Jahrhundert                 | 4. Jahrhundert                 | 4. Jahrhundert                 | 4. Jahrhundert                 | 4. Jahrhundert                 |  |  |                       |                       |                       |                       |                       |                       |  |  | Spätgermanisch               | Spätgermanisch               | Spätgermanisch               | Spätgermanisch               | Spätgermanisch               | Spätgermanisch               |  |  |                   |                   |                   |                   |                   |                   |  |  | Oder-Weichsel-Germanisch | Oder-Weichsel-Germanisch | Oder-Weichsel-Germanisch | Oder-Weichsel-Germanisch | Oder-Weichsel-Germanisch | Oder-Weichsel-Germanisch |  |  |             |             |             |             |             |             |  |  |             |             |             |             |             |             |  |  |           |           |           |           |           |           |  |  |  |  |  |  |  |  |  |  |  |  |
| 4. Jahrhundert                 | 4. Jahrhundert                 | 4. Jahrhundert                 | 4. Jahrhundert                 | 4. Jahrhundert                 | 4. Jahrhundert                 |  |  |                       |                       |                       |                       |                       |                       |  |  | Spätgermanisch               | Spätgermanisch               | Spätgermanisch               | Spätgermanisch               | Spätgermanisch               | Spätgermanisch               |  |  |                   |                   |                   |                   |                   |                   |  |  | Oder-Weichsel-Germanisch | Oder-Weichsel-Germanisch | Oder-Weichsel-Germanisch | Oder-Weichsel-Germanisch | Oder-Weichsel-Germanisch | Oder-Weichsel-Germanisch |  |  |             |             |             |             |             |             |  |  |             |             |             |             |             |             |  |  |           |           |           |           |           |           |  |  |  |  |  |  |  |  |  |  |  |  |
|                                |                                |                                |                                |                                |                                |  |  |                       |                       |                       |                       |                       |                       |  |  |                              |                              |                              |                              |                              |                              |  |  |                   |                   |                   |                   |                   |                   |  |  |                          |                          |                          |                          |                          |                          |  |  |             |             |             |             |             |             |  |  |             |             |             |             |             |             |  |  |           |           |           |           |           |           |  |  |  |  |  |  |  |  |  |  |  |  |
|                                |                                |                                |                                |                                |                                |  |  |                       |                       |                       |                       |                       |                       |  |  |                              |                              |                              |                              |                              |                              |  |  |                   |                   |                   |                   |                   |                   |  |  |                          |                          |                          |                          |                          |                          |  |  |             |             |             |             |             |             |  |  |             |             |             |             |             |             |  |  |           |           |           |           |           |           |  |  |  |  |  |  |  |  |  |  |  |  |
| 5. Jahrhundert                 | 5. Jahrhundert                 | 5. Jahrhundert                 | 5. Jahrhundert                 | 5. Jahrhundert                 | 5. Jahrhundert                 |  |  |                       |                       |                       |                       |                       |                       |  |  | Süd-/ Westgermanisch         | Süd-/ Westgermanisch         | Süd-/ Westgermanisch         | Süd-/ Westgermanisch         | Süd-/ Westgermanisch         | Süd-/ Westgermanisch         |  |  |                   |                   |                   |                   |                   |                   |  |  | Nordgermanisch           | Nordgermanisch           | Nordgermanisch           | Nordgermanisch           | Nordgermanisch           | Nordgermanisch           |  |  |             |             |             |             |             |             |  |  |             |             |             |             |             |             |  |  |           |           |           |           |           |           |  |  |  |  |  |  |  |  |  |  |  |  |
| 5. Jahrhundert                 | 5. Jahrhundert                 | 5. Jahrhundert                 | 5. Jahrhundert                 | 5. Jahrhundert                 | 5. Jahrhundert                 |  |  |                       |                       |                       |                       |                       |                       |  |  | Süd-/ Westgermanisch         | Süd-/ Westgermanisch         | Süd-/ Westgermanisch         | Süd-/ Westgermanisch         | Süd-/ Westgermanisch         | Süd-/ Westgermanisch         |  |  |                   |                   |                   |                   |                   |                   |  |  | Nordgermanisch           | Nordgermanisch           | Nordgermanisch           | Nordgermanisch           | Nordgermanisch           | Nordgermanisch           |  |  |             |             |             |             |             |             |  |  |             |             |             |             |             |             |  |  |           |           |           |           |           |           |  |  |  |  |  |  |  |  |  |  |  |  |
|                                |                                |                                |                                |                                |                                |  |  |                       |                       |                       |                       |                       |                       |  |  |                              |                              |                              |                              |                              |                              |  |  |                   |                   |                   |                   |                   |                   |  |  |                          |                          |                          |                          |                          |                          |  |  |             |             |             |             |             |             |  |  |             |             |             |             |             |             |  |  |           |           |           |           |           |           |  |  |  |  |  |  |  |  |  |  |  |  |
|                                |                                |                                |                                |                                |                                |  |  |                       |                       |                       |                       |                       |                       |  |  |                              |                              |                              |                              |                              |                              |  |  |                   |                   |                   |                   |                   |                   |  |  |                          |                          |                          |                          |                          |                          |  |  |             |             |             |             |             |             |  |  |             |             |             |             |             |             |  |  |           |           |           |           |           |           |  |  |  |  |  |  |  |  |  |  |  |  |
|                                |                                |                                |                                |                                |                                |  |  | Rhein-Wesergermanisch | Rhein-Wesergermanisch | Rhein-Wesergermanisch | Rhein-Wesergermanisch | Rhein-Wesergermanisch | Rhein-Wesergermanisch |  |  | Elbgermanisch                | Elbgermanisch                | Elbgermanisch                | Elbgermanisch                | Elbgermanisch                | Elbgermanisch                |  |  | Nordseegermanisch | Nordseegermanisch | Nordseegermanisch | Nordseegermanisch | Nordseegermanisch | Nordseegermanisch |  |  |                          |                          |                          |                          |                          |                          |  |  |             |             |             |             |             |             |  |  | Urnordisch  | Urnordisch  | Urnordisch  | Urnordisch  | Urnordisch  | Urnordisch  |  |  |           |           |           |           |           |           |  |  |  |  |  |  |  |  |  |  |  |  |
|                                |                                |                                |                                |                                |                                |  |  | Rhein-Wesergermanisch | Rhein-Wesergermanisch | Rhein-Wesergermanisch | Rhein-Wesergermanisch | Rhein-Wesergermanisch | Rhein-Wesergermanisch |  |  | Elbgermanisch                | Elbgermanisch                | Elbgermanisch                | Elbgermanisch                | Elbgermanisch                | Elbgermanisch                |  |  | Nordseegermanisch | Nordseegermanisch | Nordseegermanisch | Nordseegermanisch | Nordseegermanisch | Nordseegermanisch |  |  |                          |                          |                          |                          |                          |                          |  |  |             |             |             |             |             |             |  |  | Urnordisch  | Urnordisch  | Urnordisch  | Urnordisch  | Urnordisch  | Urnordisch  |  |  |           |           |           |           |           |           |  |  |  |  |  |  |  |  |  |  |  |  |
|                                |                                |                                |                                |                                |                                |  |  |                       |                       |                       |                       |                       |                       |  |  |                              |                              |                              |                              |                              |                              |  |  |                   |                   |                   |                   |                   |                   |  |  |                          |                          |                          |                          |                          |                          |  |  |             |             |             |             |             |             |  |  |             |             |             |             |             |             |  |  |           |           |           |           |           |           |  |  |  |  |  |  |  |  |  |  |  |  |
|                                |                                |                                |                                |                                |                                |  |  |                       |                       |                       |                       |                       |                       |  |  |                              |                              |                              |                              |                              |                              |  |  |                   |                   |                   |                   |                   |                   |  |  |                          |                          |                          |                          |                          |                          |  |  |             |             |             |             |             |             |  |  |             |             |             |             |             |             |  |  |           |           |           |           |           |           |  |  |  |  |  |  |  |  |  |  |  |  |
| 6. bis 9. Jahrhundert          | 6. bis 9. Jahrhundert          | 6. bis 9. Jahrhundert          | 6. bis 9. Jahrhundert          | 6. bis 9. Jahrhundert          | 6. bis 9. Jahrhundert          |  |  | Altfränkisch          | Altfränkisch          | Altfränkisch          | Altfränkisch          | Altfränkisch          | Altfränkisch          |  |  | Altbairisch / Altalemannisch | Altbairisch / Altalemannisch | Altbairisch / Altalemannisch | Altbairisch / Altalemannisch | Altbairisch / Altalemannisch | Altbairisch / Altalemannisch |  |  |                   |                   |                   |                   |                   |                   |  |  |                          |                          |                          |                          |                          |                          |  |  |             |             |             |             |             |             |  |  |             |             |             |             |             |             |  |  |           |           |           |           |           |           |  |  |  |  |  |  |  |  |  |  |  |  |
| 6. bis 9. Jahrhundert          | 6. bis 9. Jahrhundert          | 6. bis 9. Jahrhundert          | 6. bis 9. Jahrhundert          | 6. bis 9. Jahrhundert          | 6. bis 9. Jahrhundert          |  |  | Altfränkisch          | Altfränkisch          | Altfränkisch          | Altfränkisch          | Altfränkisch          | Altfränkisch          |  |  | Altbairisch / Altalemannisch | Altbairisch / Altalemannisch | Altbairisch / Altalemannisch | Altbairisch / Altalemannisch | Altbairisch / Altalemannisch | Altbairisch / Altalemannisch |  |  |                   |                   |                   |                   |                   |                   |  |  |                          |                          |                          |                          |                          |                          |  |  |             |             |             |             |             |             |  |  |             |             |             |             |             |             |  |  |           |           |           |           |           |           |  |  |  |  |  |  |  |  |  |  |  |  |
|                                |                                |                                |                                |                                |                                |  |  |                       |                       |                       |                       |                       |                       |  |  |                              |                              |                              |                              |                              |                              |  |  |                   |                   |                   |                   |                   |                   |  |  |                          |                          |                          |                          |                          |                          |  |  |             |             |             |             |             |             |  |  |             |             |             |             |             |             |  |  |           |           |           |           |           |           |  |  |  |  |  |  |  |  |  |  |  |  |
|                                |                                |                                |                                |                                |                                |  |  |                       |                       |                       |                       |                       |                       |  |  |                              |                              |                              |                              |                              |                              |  |  |                   |                   |                   |                   |                   |                   |  |  |                          |                          |                          |                          |                          |                          |  |  |             |             |             |             |             |             |  |  |             |             |             |             |             |             |  |  |           |           |           |           |           |           |  |  |  |  |  |  |  |  |  |  |  |  |
|                                |                                |                                |                                |                                |                                |  |  | Altniederfränkisch    | Altniederfränkisch    | Altniederfränkisch    | Altniederfränkisch    | Altniederfränkisch    | Altniederfränkisch    |  |  | Althochdeutsch               | Althochdeutsch               | Althochdeutsch               | Althochdeutsch               | Althochdeutsch               | Althochdeutsch               |  |  | Altsächsisch      | Altsächsisch      | Altsächsisch      | Altsächsisch      | Altsächsisch      | Altsächsisch      |  |  | Altfriesisch             | Altfriesisch             | Altfriesisch             | Altfriesisch             | Altfriesisch             | Altfriesisch             |  |  | Altenglisch | Altenglisch | Altenglisch | Altenglisch | Altenglisch | Altenglisch |  |  | Altnordisch | Altnordisch | Altnordisch | Altnordisch | Altnordisch | Altnordisch |  |  | Gotisch † | Gotisch † | Gotisch † | Gotisch † | Gotisch † | Gotisch † |  |  |  |  |  |  |  |  |  |  |  |  |
|                                |                                |                                |                                |                                |                                |  |  | Altniederfränkisch    | Altniederfränkisch    | Altniederfränkisch    | Altniederfränkisch    | Altniederfränkisch    | Altniederfränkisch    |  |  | Althochdeutsch               | Althochdeutsch               | Althochdeutsch               | Althochdeutsch               | Althochdeutsch               | Althochdeutsch               |  |  | Altsächsisch      | Altsächsisch      | Altsächsisch      | Altsächsisch      | Altsächsisch      | Altsächsisch      |  |  | Altfriesisch             | Altfriesisch             | Altfriesisch             | Altfriesisch             | Altfriesisch             | Altfriesisch             |  |  | Altenglisch | Altenglisch | Altenglisch | Altenglisch | Altenglisch | Altenglisch |  |  | Altnordisch | Altnordisch | Altnordisch | Altnordisch | Altnordisch | Altnordisch |  |  | Gotisch † | Gotisch † | Gotisch † | Gotisch † | Gotisch † | Gotisch † |  |  |  |  |  |  |  |  |  |  |  |  |

In der unterstehenden Aufzählung werden nicht belegte, aber erschließbare Zwischenglieder durch * gekennzeichnet. Insbesondere über die historische Gliederung der westgermanischen Sprachen gibt es bisher keinen vollständigen Konsens, die folgende historisch orientierte Darstellung (nach Maurer 1942, Wiesinger 1983, dtv-Atlas Deutsche Sprache 2001, Sonderegger 1971, Diepeveen, 2001) gibt aber die mehrheitlich vertretene Forschungsrichtung wieder. Dabei wird das Westgermanische nicht als ursprüngliche genetische Einheit aufgefasst, es hat sich erst später aus seinen Komponenten Nordseegermanisch, Weser-Rhein-Germanisch und Elbgermanisch durch Konvergenz herausgebildet. Aus dieser Darstellung wird auch klar, dass die Dialekte des Deutschen verschiedenen Zweigen des „Westgermanischen“ angehören, Deutsch also nur in Form seiner Dialekte in einen historischen germanischen Stammbaum integrierbar ist.
Erklärung der Symbole: † steht für eine ausgestorbene Sprache. Ⓢ symbolisiert, dass es eine standardisierte Schriftform dieser Varietät oder Dialektgruppe gibt.
- Germanisch
  - Gemeingermanisch
    - Oder-Weichsel-Germanisch (Ostgermanisch) †: Für die einzelnen Sprachen siehe Ostgermanische Sprachen#Sprachen
    - Spätgermanisch
      - Nordgermanisch
        - Urnordisch †
          - Altnordisch †
            - West-Nordisch
              - Altisländisch †
                - Isländisch Ⓢ

              - Altfäröisch †
                - Färöisch Ⓢ

              - Norn †
              - Altnorwegisch †
                - Norwegisch-Nynorsk Ⓢ

            - Ost-Nordisch
              - Altschwedisch †
                - Schwedisch Ⓢ

              - Altdänisch †
                - Dänisch Ⓢ
                  - Fünisch
                  - Schonisch
                  - Bornholmisch
                  - Südjütisch

                - Norwegisch-Bokmål Ⓢ

      - Westgermanisch (Südgermanisch)
        - Rhein-Wesergermanisch
          - Altfränkisch †
            - Westfränkisch †
            - West-Altfränkisch (Niederfränkisch)
              - Altniederländisch †
                - Mittelniederländisch †
                  - Neuniederländisch
                    - Niederländisch Ⓢ
                      - Westflämisch
                        - Westhoekflämisch

                      - Ostflämisch
                      - Brabantisch
                      - Holländisch
                      - Seeländisch
                      - Kleverländisch (Hat seit dem 19. Jahrhundert Standarddeutsch als Dachsprache)

                    - Afrikaans (Halbkreolsprache) Ⓢ

              - Limburgisch (Südniederfränkisch)

            - Ost-Altfränkisch (Untergegliederte Varietäten gehören nach dem 9. Jahrhundert zum Hochdeutschen)
              - Mittelfränkisch
                - Ripuarisch
                - Moselfränkisch
                  - Luxemburgisch Ⓢ

              - Rheinfränkisch
                - Hessisch
                - Pfälzisch
                  - Pennsylvanisch

              - Thüringisch-obersächsische Dialektgruppe
              - Schlesisch
              - Hochpreußisch

        - Nordseegermanisch
          - Altfriesisch †
            - Friesisch
              - Westfriesisch Ⓢ
              - Nordfriesisch
              - Ostfriesisch
                - Saterländisch

          - Altenglisch †
            - Mittelenglisch †
              - Neuenglisch
                - Englisch Ⓢ

              - Scots

          - Altsächsisch †
            - Mittelniederdeutsch †
              - (Neu-)Niederdeutsch
                - Nedersaksisch (hat seit dem 15. Jahrhundert Niederländisch als Dach-/Kultursprache)
                - Westniederdeutsch oder Niedersächsisch (hat seit dem 15. Jahrhundert Hochdeutsch als Dach-/Kultursprache)
                  - Nordniedersächsisch
                  - Westfälisch
                  - Ostfälisch

                - Ostniederdeutsch
                  - Brandenburgisch
                  - Mecklenburgisch-Vorpommersch
                  - Ostpommersch
                  - Niederpreußisch

          - Plautdietsch (Mischform aus Ostniederdeutsch und niederländischen Varietäten)

        - Elbgermanisch
          - Semnonisch †
          - Hermundurisch †
          - Quadisch †
          - Markomannisch †
          - Langobardisch †
          - Althochdeutsch †: umfasst auch Altbairisch † und Altalemannisch †
            - Mittelhochdeutsch † (siehe auch Untergliederungen von Ostaltfränkisch)
              - Jiddisch
                - Westjiddisch
                - Ostjiddisch

              - Neuhochdeutsch
                - Deutsch
                  - Standarddeutsch Ⓢ
                  - Ostfränkisch
                  - Bairisch
                    - Nordbairisch
                    - Südböhmisch
                    - Mittelbairisch-Österreichisch
                    - Südbairisch-Tirolerisch

                  - Alemannisch
                    - Niederalemannisch
                    - Mittelalemannisch
                    - Hochalemannisch
                    - Höchstalemannisch

                  - Schwäbisch

Sieht man von den lateinischen Inschriften, die germanische Namen enthalten (einschließlich des Helms von Negau in der Steiermark) ab, so liegen die frühesten, etwa um 200 n. Chr. beginnenden einheimischen Sprachzeugnisse auf dem Gebiet des Nordgermanischen vor: eine beschränkte Zahl von z. T. noch hochaltertümlichen Runeninschriften, deren Sprachform man als „Urnordisch“ bezeichnet. Aus diesem Urnordischen geht in der Wikinger-Zeit das „Altnordische“ (700–1500) hervor, wobei eine allmähliche Zweiteilung in Ostnordisch (Dänisch und Schwedisch) und Westnordisch (Norwegisch und Isländisch) erkennbar wird. Am wichtigsten ist wegen des reich entwickelten Schrifttums (Edda, Skalden-Poesie, Saga-Literatur) in ältester Zeit das Westnordische, vor allem das Alt-isländische, welches man deswegen bei dem Begriff „Altnordisch“ auch in erster Linie im Auge hat.
Beim Westgermanischen, dessen vereinzelte frühe, seit dem 5. Jahrhundert auftretende Runendenkmäler eine wesentlich geringere Rolle als im nordischen Bezirk spielen, beginnt die Überlieferung bereits in ziemlich scharfer dialektischer Gliederung. Hierher gehören das Altenglische oder Angelsächsische (seit dem 8. Jahrhundert), das Altfriesische (seit dem 13. Jahrhundert), das Altsächsische (seit dem 9. Jahrhundert) und Altniederfränkische und schließlich die Mundarten des Althochdeutschen (seit dem 8. Jahrhundert): Das Bairische und Alemannische (oberdeutsche Mundarten) und das Ost-, Rhein- und Mittelfränkische (mitteldeutsche Mundarten). Die Untergliederung des Westgermanischen und seine ursprünglichen Einheitlichkeit sind umstritten. Die neuere Forschung stellt meist dem „Binnengermanischen“ (vor allem Hochdeutsch) den „nordseegermanischen“ Sprachraum (die übrigen Sprachen) gegenüber.
Das Ostgermanische – auch das zunächst (seit dem 3. Jahrhundert) durch einige wenige, für die Sprachgeschichte nahezu bedeutungslose Runenschriften bezeugt – erhält für den Linguisten sein Gewicht durch die westgotische Bibelübersetzung des 4. Jahrhunderts, während von den übrigen ostgermanischen Mundarten nur sehr kümmerliche Bruchstücke auf uns gekommen sind.
Von den drei germanischen Sprachgruppen stehen das Nord- und Ostgermanische einander näher als jedes von beiden dem Westgermanischen. Das beweisen gewisse Eigentümlichkeiten des Lautstandes und der Formenbildung. So wird etwa die germanische Lautgruppe -u̯u̯- im Nord- und Ostgermanischen zu -ggw- und entsprechend -i̯i̯- zu nordgermanisch -ggj-, ostgermanisch -ddj- gewandelt, während im Westgermanischen das erste von beiden u̯ und i̯ sich mit dem jeweils vorangehenden Vokal zu einem Diphthongen verbindet: urgermanisch *triu̯u̯a- „treu“ = altnordisch tryggva (Nom. tryggr), gotisch triggwa- (Nom. triggws), aber althochdeutsch triuwi; urgermanisch *tu̯ai̯i̯ō(n) „zweier“ (Gen.) = altnordisch tveggja, gotisch twaddjē, aber althochdeutsch zweiio. Im Bereich der Formenlehre bildet z. B. das Gotische und Nordische die 2. Sg. Präteritum-Presentia kennt, bei den übrigen starken Verba aber den Ausgang -i und in der Wurzelsilbe denselben Vokalismus wie im Plural Präteritum aufweist: gotisch nam-t aber althochdeutsch altsächsisch nām-i. Aufgrund derartiger grammatischer Gemeinsamkeiten werden Ost- und Nordgermanisch von manchen Forschen als „Goto-Nordisch“ oder Nordgermanisch (im weiteren Sinne) zusammengefasst und diesem dann die sonst als Westgermanisch bezeichnete Dialektgruppe als „Südgermanisch“ gegenübergestellt. Die goto-nordischen Zusammenhänge werden überdies auch durch die Vorgeschichte und Namengleichungen bestätigt bzw. beleuchtet.

### Germanische Sprachverwandtschaft anhand der Wellentheorie

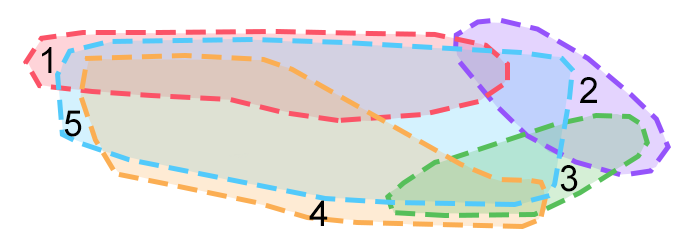
Historische Sprachverwandtschaft der frühgermanischen Innovationszentren. In diesem Schema sind sprachliche Einheiten, die verschiedenen Epochen angehören synoptisch und daher ohne chronologische Dimension verflacht wiedergegeben.
Legende:
1. Nordseegermanisch, Vorstufe des Altsächsischen, Altfriesischen und Altenglischen.
2. Nordgermanisch, Vorstufe des Altnordischen.
3. Ostgermanisch, Vorstufe des Gotischen und übrigen ostgermanischen Sprachen
4. Elbgermanisch, Vorstufe des Altoberdeutschen und vielleicht des Langobardischen.
5. Weser-Rhein Germanisch, Vorstufe des Altfränkischen bzw. Altniederländischen.

Obwohl die Stammbaumtheorie ein adäquates Modell bietet, um die Prozesse der Sprachabspalltung darzustellen, erbringt die Wellentheorie diese Leistung für die Darstellung der zwischensprachlichen Kontakte. Nach der Wellentheorie verfügen räumlich und/oder zeitlich benachbarte sprachliche Varietäten über ein weitgehend übereinstimmendes Sprachinventar. Die Randlinie eines jeden Sprachgebiets stellt die maximale Verbreitung der Innovation dar, die von einem Innovationszentrum ihren Ausgang nehmen. Innerhalb der Wellentheorie werden fünf Innovationszentren identifiziert: Ostgermanisch, Elbgermanisch, Nordseegermanisch, Rhein-Weser Germanisch und Nordgermanisch, aus denen die heutigen oder historischen germanischen Sprachen sich größtenteils oder teilweise gebildet haben sollen.
Bis zum 5. Jahrhundert v. Chr. ist es sehr schwierig, spezifische Dialektunterscheidungen innerhalb der germanischen Varietäten vorzunehmen, wenn von der Ausgliederung der ostgermanischen Goten abgesehen wird. Die unleugbare gotisch-nordischen Isoglossen lassen aber vermuten, dass es sich um Neuerungen handelt, die in jenem beschränkten Gebiet, in dem die Goten siedelten, entstanden sind, und die in Skandinavien erst nach dem Abgang der Goten Verbreitung gefunden haben. Spätere Kontakte zwischen dem Gotischen und Elbgermanischen sind nur spärlich dokumentierbar, aber historisch gesehen sehr wahrscheinlich, als die Goten sich, um das 1. Jahrhundert v. Chr. bis zum 1. Jahrhundert n. Chr., längs des mittleren und unteren Laufs der Weichsel befanden.
Im Laufe des 5. Jahrhunderts entwickelte sich, hervorgerufen durch intensiven Wirtschaftsverkehr, mit dem Nordseegermanisch eine Art Sprachbund, zu dem die ältesten Phasen des Englischen, des Friesischen, des Altsächsischen und in geringerem Ausmaß des Nordgermanischen gehören. Nordseegermanisch bezeichnet aber keinen Zweig des germanischen Stammbaums, sondern einen Prozess, aus dem jüngere Übereinstimmungen (sogenannte Ingwäonismen) resultierten. Die altsächsische Sprache entstand grundsätzlich aus dem Nordseegermanischen, aber zeigt ab dem 8.–9. Jahrhundert immer stärkere Einflüsse des südlich anschließenden Deutschen, das wesentlich aus dem Elbgermanischen entstand. Die Nachfahren des hauptsächlich aus dem Rhein-Weser Germanischen entstandenen Altfränkisch wurden, außer Niederländisch und die niederrheinischen Dialekte, im Frühmittelalter durchgreifend von der Zweiten Lautverschiebung bzw. von elbgermanischen Innovationen geprägt.

### Entwicklung des Deutschen
Die Ausgliederung und Konstituierung der deutschen Sprache aus dem Germanischen könnte am besten als dreifacher sprachgeschichtlicher Vorgang verstanden werden:
1. Die zunehmende Differenzierung vom Spätgemeingermanischen über das Südgermanische zum Elbgermanisch und, in geringeren Maß, zum Rhein-Wesergermanischen, auf denen die frühmittelalterlichen Stammesdialekte beruhen.
2. Die Integration im fränkischen Reichsverband zum Althochdeutschen.
3. Die schrift- oder hochsprachliche Überschichtung auf hochdeutscher (genauer: ostmitteldeutscher und südostdeutscher) Grundlage, wobei auch das Niederdeutsche der deutschen Sprache endgültig einverleibt wurde, obschon eine Beeinflussung vom Hochdeutschen her seit althochdeutscher Zeit festzustellen ist.

|                |                |                |                |                |                |  |  | Altfränkisch       | Altfränkisch       | Altfränkisch       | Altfränkisch       | Altfränkisch       | Altfränkisch       |  |  |                                 |                                 |                                 |                                 |                                 |                                 | Altalemannisch      | Altalemannisch      | Altalemannisch | Altalemannisch | Altalemannisch    | Altalemannisch    |                   |                   | Altbairisch       | Altbairisch       | Altbairisch | Altbairisch | Altbairisch | Altbairisch |  |  | Langobardisch1 | Langobardisch1 | Langobardisch1 | Langobardisch1 | Langobardisch1 | Langobardisch1 |
|                |                |                |                |                |                |  |  | Altfränkisch       | Altfränkisch       | Altfränkisch       | Altfränkisch       | Altfränkisch       | Altfränkisch       |  |  |                                 |                                 |                                 |                                 |                                 |                                 | Altalemannisch      | Altalemannisch      | Altalemannisch | Altalemannisch | Altalemannisch    | Altalemannisch    |                   |                   | Altbairisch       | Altbairisch       | Altbairisch | Altbairisch | Altbairisch | Altbairisch |  |  | Langobardisch1 | Langobardisch1 | Langobardisch1 | Langobardisch1 | Langobardisch1 | Langobardisch1 |
|                |                |                |                |                |                |  |  |                    |                    |                    |                    |                    |                    |  |  |                                 |                                 |                                 |                                 |                                 |                                 |                     |                     |                |                |                   |                   |                   |                   |                   |                   |             |             |             |             |  |  |                |                |                |                |                |                |
|                |                |                |                |                |                |  |  |                    |                    |                    |                    |                    |                    |  |  |                                 |                                 |                                 |                                 |                                 |                                 |                     |                     |                |                |                   |                   |                   |                   |                   |                   |             |             |             |             |  |  |                |                |                |                |                |                |
| Westfränkisch2 | Westfränkisch2 | Westfränkisch2 | Westfränkisch2 | Westfränkisch2 | Westfränkisch2 |  |  | Altniederfränkisch | Altniederfränkisch | Altniederfränkisch | Altniederfränkisch | Altniederfränkisch | Altniederfränkisch |  |  | Altmittel- und Althochfränkisch | Altmittel- und Althochfränkisch | Altmittel- und Althochfränkisch | Altmittel- und Althochfränkisch | Altmittel- und Althochfränkisch | Altmittel- und Althochfränkisch |                     |                     |                |                | Altoberdeutsch    | Altoberdeutsch    | Altoberdeutsch    | Altoberdeutsch    | Altoberdeutsch    | Altoberdeutsch    |             |             |             |             |  |  |                |                |                |                |                |                |
| Westfränkisch2 | Westfränkisch2 | Westfränkisch2 | Westfränkisch2 | Westfränkisch2 | Westfränkisch2 |  |  | Altniederfränkisch | Altniederfränkisch | Altniederfränkisch | Altniederfränkisch | Altniederfränkisch | Altniederfränkisch |  |  | Altmittel- und Althochfränkisch | Altmittel- und Althochfränkisch | Altmittel- und Althochfränkisch | Altmittel- und Althochfränkisch | Altmittel- und Althochfränkisch | Altmittel- und Althochfränkisch |                     |                     |                |                | Altoberdeutsch    | Altoberdeutsch    | Altoberdeutsch    | Altoberdeutsch    | Altoberdeutsch    | Altoberdeutsch    |             |             |             |             |  |  |                |                |                |                |                |                |
|                |                |                |                |                |                |  |  |                    |                    |                    |                    |                    |                    |  |  |                                 |                                 |                                 |                                 |                                 |                                 |                     |                     |                |                |                   |                   |                   |                   |                   |                   |             |             |             |             |  |  |                |                |                |                |                |                |
|                |                |                |                |                |                |  |  |                    |                    |                    |                    |                    |                    |  |  |                                 |                                 |                                 |                                 |                                 |                                 |                     |                     |                |                |                   |                   |                   |                   |                   |                   |             |             |             |             |  |  |                |                |                |                |                |                |
|                |                |                |                |                |                |  |  |                    |                    |                    |                    |                    |                    |  |  |                                 |                                 |                                 |                                 |                                 |                                 |                     |                     |                |                |                   |                   |                   |                   |                   |                   |             |             |             |             |  |  |                |                |                |                |                |                |
|                |                |                |                |                |                |  |  |                    |                    |                    |                    |                    |                    |  |  |                                 |                                 |                                 |                                 |                                 |                                 |                     |                     |                |                |                   |                   |                   |                   |                   |                   |             |             |             |             |  |  |                |                |                |                |                |                |
|                |                |                |                |                |                |  |  |                    |                    |                    |                    |                    |                    |  |  |                                 |                                 | Altniederdeutsch                | Altniederdeutsch                | Altniederdeutsch                | Altniederdeutsch                | Altniederdeutsch    | Altniederdeutsch    |                |                | Althochdeutsch    | Althochdeutsch    | Althochdeutsch    | Althochdeutsch    | Althochdeutsch    | Althochdeutsch    |             |             |             |             |  |  |                |                |                |                |                |                |
|                |                |                |                |                |                |  |  |                    |                    |                    |                    |                    |                    |  |  |                                 |                                 | Altniederdeutsch                | Altniederdeutsch                | Altniederdeutsch                | Altniederdeutsch                | Altniederdeutsch    | Altniederdeutsch    |                |                | Althochdeutsch    | Althochdeutsch    | Althochdeutsch    | Althochdeutsch    | Althochdeutsch    | Althochdeutsch    |             |             |             |             |  |  |                |                |                |                |                |                |
|                |                |                |                |                |                |  |  |                    |                    |                    |                    |                    |                    |  |  |                                 |                                 |                                 |                                 |                                 |                                 |                     |                     |                |                |                   |                   |                   |                   |                   |                   |             |             |             |             |  |  |                |                |                |                |                |                |
|                |                |                |                |                |                |  |  |                    |                    |                    |                    |                    |                    |  |  |                                 |                                 | Mittelniederdeutsch             | Mittelniederdeutsch             | Mittelniederdeutsch             | Mittelniederdeutsch             | Mittelniederdeutsch | Mittelniederdeutsch |                |                | Mittelhochdeutsch | Mittelhochdeutsch | Mittelhochdeutsch | Mittelhochdeutsch | Mittelhochdeutsch | Mittelhochdeutsch |             |             |             |             |  |  |                |                |                |                |                |                |
|                |                |                |                |                |                |  |  |                    |                    |                    |                    |                    |                    |  |  |                                 |                                 | Mittelniederdeutsch             | Mittelniederdeutsch             | Mittelniederdeutsch             | Mittelniederdeutsch             | Mittelniederdeutsch | Mittelniederdeutsch |                |                | Mittelhochdeutsch | Mittelhochdeutsch | Mittelhochdeutsch | Mittelhochdeutsch | Mittelhochdeutsch | Mittelhochdeutsch |             |             |             |             |  |  |                |                |                |                |                |                |
|                |                |                |                |                |                |  |  |                    |                    |                    |                    |                    |                    |  |  |                                 |                                 |                                 |                                 |                                 |                                 |                     |                     |                |                |                   |                   |                   |                   |                   |                   |             |             |             |             |  |  |                |                |                |                |                |                |
|                |                |                |                |                |                |  |  |                    |                    |                    |                    |                    |                    |  |  |                                 |                                 | Neuniederdeutsch                | Neuniederdeutsch                | Neuniederdeutsch                | Neuniederdeutsch                | Neuniederdeutsch    | Neuniederdeutsch    |                |                | Neuhochdeutsch    | Neuhochdeutsch    | Neuhochdeutsch    | Neuhochdeutsch    | Neuhochdeutsch    | Neuhochdeutsch    |             |             |             |             |  |  |                |                |                |                |                |                |
|                |                |                |                |                |                |  |  |                    |                    |                    |                    |                    |                    |  |  |                                 |                                 | Neuniederdeutsch                | Neuniederdeutsch                | Neuniederdeutsch                | Neuniederdeutsch                | Neuniederdeutsch    | Neuniederdeutsch    |                |                | Neuhochdeutsch    | Neuhochdeutsch    | Neuhochdeutsch    | Neuhochdeutsch    | Neuhochdeutsch    | Neuhochdeutsch    |             |             |             |             |  |  |                |                |                |                |                |                |
|                |                |                |                |                |                |  |  |                    |                    |                    |                    |                    |                    |  |  |                                 |                                 |                                 |                                 |                                 |                                 |                     |                     |                |                |                   |                   |                   |                   |                   |                   |             |             |             |             |  |  |                |                |                |                |                |                |
|                |                |                |                |                |                |  |  |                    |                    |                    |                    |                    |                    |  |  |                                 |                                 |                                 |                                 |                                 |                                 |                     |                     |                |                |                   |                   |                   |                   |                   |                   |             |             |             |             |  |  |                |                |                |                |                |                |
|                |                |                |                |                |                |  |  |                    |                    |                    |                    |                    |                    |  |  |                                 |                                 |                                 |                                 |                                 |                                 | Deutsch             |                     |                |                |                   |                   |                   |                   |                   |                   |             |             |             |             |  |  |                |                |                |                |                |                |

1 Im 9./10. Jahrhundert erloschen.

2 Im 9. Jahrhundert erloschen.

## Germanische Schriften
Seit ungefähr dem 2. Jahrhundert n. Chr. haben die germanischen Stämme eigene Schriftzeichen verwendet, die Runen. Es entstand das sogenannte „ältere Futhark“, eine frühe Form der Runenreihe, die bis ca. 750 n. Chr. in Gebrauch war. Die überlieferte Gotische Bibel des 4. Jahrhunderts hat ihre eigene Schrift, nämlich das vom Bischof Wulfila entwickelte Gotische Alphabet. Später wurden die germanischen Sprachen mit lateinischen Buchstaben geschrieben. Beispiele von modifizierten Buchstaben sind das Yogh (ȝ) und die latinisierten Runen Thorn (þ) und Wunjo (ƿ).

## Germanische Wortgleichungen
Die folgenden Tabellen stellen einige Wortgleichungen aus den Bereichen Verwandtschaftsbezeichnungen, Körperteile, Tiernamen, Umweltbegriffe, Pronomina, Verben und Zahlwörter für einige alt- und neugermanische Sprachen zusammen. Man erkennt den hohen Grad der Verwandtschaft der germanischen Sprachen insgesamt, die besondere Ähnlichkeit der westgermanischen und nordgermanischen Sprachen untereinander, die stärkere Abweichung des Gotischen von beiden Gruppen und letztlich die Beziehung des Germanischen zum Indogermanischen (letzte Spalte, hier sind die Abweichungen natürlich größer). Hier können auch die Gesetze der germanischen (ersten) und hochdeutschen (zweiten) Lautverschiebung überprüft werden (ausführliche Behandlung im nächsten Abschnitt). Da die germanischen und indogermanischen Formen nur rekonstruiert sind, sind sie mit einem * versehen.

### Gesamtgermanische Nomina
Folgende Nomina sind in fast allen germanischen Sprachen vertreten und können auch für das Ur-Indogermanische rekonstruiert werden:
| Deutsch          | Althoch- deutsch | Luxem- burgisch | Lim- burgisch | Nieder- ländisch | Altnieder- ländisch | Alt- sächsisch | Englisch | Alt- englisch | Schwe- disch | Islän- disch | Altnor- disch | Gotisch  | (Ur-)Ger- manisch | Ur-Indo- germanisch |
| ---------------- | ---------------- | --------------- | ------------- | ---------------- | ------------------- | -------------- | -------- | ------------- | ------------ | ------------ | ------------- | -------- | ----------------- | ------------------- |
| Vater            | fater            | ((Papp))        | vader/pap     | vader            | fader               | fadar          | father   | fæder         | far          | faðir        | faðir         | fadar    | *fađer            | *pətér              |
| Mutter           | muoter           | Mamm            | mooder/mam    | moeder           | muoder              | modar          | mother   | modor         | mor          | móðir        | móðir         | –        | *mōđer            | *mater              |
| Bruder           | bruoder          | Brudder         | broor         | broe(de)r        | bruother            | brođar         | brother  | brođor        | bror         | bróðir       | bróðir        | broþar   | *brōþer           | *bhrater            |
| Schwester        | swester          | Schwester       | zös(ter)      | zus(ter)         | suster              | swestar        | sister   | sweostor      | syster       | systir       | systir        | swistar  | *swester          | *suesor             |
| Tochter          | tohter           | Duechter        | dochter       | dochter          | dohter              | dohtar         | daughter | dohtar        | dotter       | dóttir       | dóttir        | dauhtar  | *duχter           | *dhugəter           |
| Sohn             | sunu             | Bouff           | zoeën         | zoon             | suno                | sunu           | son      | sunu          | son          | sonur        | sunr          | sunus    | *sunuz            | *suənu              |
| Herz             | herza            | Häerz           | hert          | hart             | herta               | herta          | heart    | heorte        | hjärta       | hjarta       | hjarta        | hairto   | *χertōn           | *kerd               |
| Knie             | knio             | Knéi            | kni-j         | knie             | kni                 | knio           | knee     | cneo          | knä          | kné          | kné           | kniu     | *knewa            | *genu               |
| Fuß              | fuoz             | Fouss           | voot/poeët    | voet             | fuot                | fōt            | foot     | fot           | fot          | fótur        | fótr          | fotus    | *fōt-             | *pod                |
| Aue2             | ouwi             | -               | gêrm          | ooi              | ouwi                | ewwi           | ewe      | eowu          | –            | –            | ær            | aweþi    | *awi              | *owi                |
| Kuh              | kuo              | Kou             | kow           | koe              | kuo                 | ko             | cow      | cu            | ko           | kýr          | kýr           | –        | *k(w)ou           | *gwou               |
| Elch             | elaho, eliho     | Elch            | eland         | eland            | elo                 | elaho          | elk      | eolh, eolk    | älg          | elgur        | elgr          | –        | *elhaz, *algiz    | *h₁élḱis, *h₁ólḱis  |
| Mähre            | meriha           | Mier            | maer          | merrie           | marchi              | merge          | mare     | mere, miere   | märr         | –            | merr          | *marhijō | *marḱ-            |                     |
| Schwein          | swin             | Schwäin         | zwiên         | zwijn            | swīn                | swin           | swine    | swin          | svin         | svín         | svín          | swein    | *swina            | *sus/suino          |
| Hund             | hunt             | Hond            | hoônd         | hond             | hunda               | hund           | hound3   | hund          | hund         | hundur       | hundr         | hunds    | *χundaz           | *kuon               |
| Wasser           | wazzar           | Waasser         | water         | water            | watar               | watar          | water    | wæter         | vatten       | vatn         | vatn          | vato     | *watōr            | *wódr̥               |
| Feuer            | fiur             | Feier           | veur          | vuur             | fuir                | fiur           | fire     | fyr           | fyr          | –            | fúrr          | –        | *fōr, *fuïr       | *péh₂ur             |
| ((Baum))4        | –                | (Bam)           | boum          | (boom)           | (bom)               | trio           | tree     | treo(w)       | träd         | tré          | tré           | triu     | *trevam           | *deru               |
| ((Rad)), (Welle) | –                | Well            | raad          | wiel             | wēl                 | –              | wheel    | hweol         | hjul         | hjól         | hvél          | –        | *hwehwlą          | *kʷékʷlo-           |

2 neuhochdeutsch Aue = Mutterschaf (veraltend, landschaftlich)

3 neuenglisch hound = Jagdhund

4 vergleiche aber die letzte Silbe in Flie-der, Holun-der
Es gibt jedoch auch einige germanische Nomina, welche nicht aus dem Ur-Indogermanischen ererbt zu sein scheinen:
| Deutsch | Althoch- deutsch | Luxem- burgisch | Lim- burgisch | Nieder- ländisch | Altnieder- ländisch | Alt- sächsisch | Alt- englisch | Eng- lisch   | Schwe- disch | Is- ländisch | Alt- nordisch | Go- tisch        | (Ur-) Germanisch |
| ------- | ---------------- | --------------- | ------------- | ---------------- | ------------------- | -------------- | ------------- | ------------ | ------------ | ------------ | ------------- | ---------------- | ---------------- |
| Pflug   | pfluog           | Plou            | ploog         | ploeg            | pluog               | plōg           | plōh          | plough, plow | plog         | plógur       | plógr         | *plōgaz, *plōguz |                  |
| Hand    | hant             | Hand            | hând          | hand             | ande                | hond           | hand          | hand         | hand         | hönd         | hönd          | handus           | *χanduz          |

### Gesamtgermanische Pronomina
| Deutsch | Althochdeutsch | Niederländisch          | Limburgisch | Luxemburgisch | Altsächsisch | Altenglisch | Englisch       | Altnordisch | Gotisch | (Ur-)Germanisch | Urindogermanisch |
| ------- | -------------- | ----------------------- | ----------- | ------------- | ------------ | ----------- | -------------- | ----------- | ------- | --------------- | ---------------- |
| ich     | ih             | ik                      | ich         | ech           | ik           | ic          | I              | ek          | ik      | *ek             | *eg(om)          |
| du      | du             | jij/gij, je/ge4 mnl. du | dich/gae    | du            | thu          | þu          | you arch. thou | þú          | þu      | *þu             | *tu              |
| wer     | (h)wer         | wie                     | weem        | ween/wien     | hwe          | hwa         | who            | hvat        | hwas    | *χwiz           | *kwis            |

4 Im Mittelniederländischen wurde die 2. Person Singular (du) durch die 2. Person Plural (gij, später überwiegend jij) verdrängt; je und ge sind unbetonte Formen.
5 Im Englischen wurde die 2. Person Singular (thou, Objekt thee) durch die 2. Person Plural (zunächst ye, Objekt you) verdrängt.

### Gesamtgermanische Verben
| Deutsch     | Althochdeutsch | Luxemburgisch  | Limburgisch | Niederländisch | Afrikaans | Altsächsisch | Altenglisch | Englisch  | Altnordisch | Gotisch | (Ur-)Germanisch | Urindogermanisch |
| ----------- | -------------- | -------------- | ----------- | -------------- | --------- | ------------ | ----------- | --------- | ----------- | ------- | --------------- | ---------------- |
| essen       | ezzan          | iessen, eessen | aete        | eten           | eet       | etan         | etan        | eat       | eta         | itan    | *etaną          | *ed              |
| ((tragen))6 | beran          | ((droen))      | bare        | baren          |           | beran        | beran       | bear      | bera        | bairan  | *beraną         | *bher-           |
| trinken     | trinkan        | drénken        | drînke      | drinken        | drink     | drinkan      | drincan     | drink     | drekka      | drigkan | *drinkaną       | *dʰrenǵ-         |
| wissen      | wizzan         | wëssen         | weite       | weten          | weet      | witan        | witan       | arch. wit | vita        | witan   | *witana         | *woida           |

6verwandt ist neuhochdeutsch gebären.

### Gesamtgermanische Zahlwörter
Fast alle germanischen Zahlwörter sind aus dem Urindogermanischen ererbt:
| Deutsch  | Althochdeutsch | Luxemburgisch   | Limburgisch | Altniederländisch | Niederländisch | Afrikaans | Altsächsisch | Altenglisch | Englisch | Altnordisch | Gotisch   | (Ur-)Germanisch | Urindogermanisch |
| -------- | -------------- | --------------- | ----------- | ----------------- | -------------- | --------- | ------------ | ----------- | -------- | ----------- | --------- | --------------- | ---------------- |
| ein(s)   | ein            | een(t)          | ein         | ēn                | een            | een       | en           | an          | one      | einn        | ains      | *aina           | *oino            |
| zwei     | zwen/zwo/zwei  | zwee/zwou/zwéin | twieë       | twēne             | twee           | twee      | twa/two/twe  | twa/tu      | two      | tveir/tvær  | twai/twos | *twajina        | *dwou            |
| drei     | dri            | dräi            | drei        | thri              | drie           | drie      | thria        | þri         | three    | þrír        | þreis     | *þrejes         | *trejes          |
| vier     | fior           | véier           | veer        | viuwar            | vier           | vier      | fi(u)war     | feower      | four     | fjórir      | fidwor    | *feđwōr         | *kwetwor         |
| fünf     | fimf           | fënnef          | viêf        | vīf               | vijf           | vyf       | fif          | fif         | five     | fim(m)      | fimf      | *femf(e)        | *penqwe          |
| sechs    | sehs           | sechs           | zes         | sehs              | zes            | ses       | sehs         | siex        | six      | sex         | saihs     | *seχs           | *seks            |
| sieben   | sibun          | siwen           | zeve        | sivon             | zeven          | sewe      | sibun        | seofon      | seven    | sjau        | sibun     | *sebun          | *septṃ           |
| acht     | ahto           | aacht           | ach(t)      | ahto              | acht           | agt       | ahto         | eahta       | eight    | átta        | ahtau     | *aχtau          | *oktou           |
| neun     | nium           | ning, néng      | neuge       | nigun             | negen          | nege      | nigun        | nigon       | nine     | níu         | ni'un     | *newun          | *(e)newṇ         |
| zehn     | zehan          | zing, zéng      | tieën       | tēn               | tien           | tien      | tehan        | tien        | ten      | tíu         | taihun    | *teχun          | *dekṃ            |
| hund-ert | hunt           | honn-ert        | hóngerd     | hund              | hond-erd       | hond-erd  | hund         | hund-red    | hund-red | hund-rad    | hund      | *χunđa          | *kṃtóm           |

Quelle dieser Tabellen ist der Weblink „Germanische Wortgleichungen“, der wiederum auf der Basis mehrerer etymologischer Wörterbücher zusammengestellt wurde, darunter Kluge 2002, Onions 1966, Philippa 2009, und Pokorny 1959.
In allen germanischen Sprachen ist 13 die erste zusammengesetzte Zahl (z. B. dreizehn), die Zahlen 11 und 12 haben eigene Namen (z. B. elf und zwölf).

## Germanische Lautverschiebung
Die germanischen Sprachen unterscheiden sich von anderen indogermanischen Sprachen durch eine charakteristische, eben die „germanische“ Konsonantenverschiebung, die in der Germanistik als „erste“ von einer folgenden „zweiten“ Lautverschiebung unterschieden wird. Die folgende Tabelle bringt Wortgleichungen, die diesen Übergang von den indogermanischen zu den entsprechenden urgermanischen Konsonanten belegen. Da auch die hochdeutschen Parallelen angegeben sind, belegt die Tabelle auch die Zweite Lautverschiebung vom (Ur-)Germanischen zum Hochdeutschen. Rekonstruierte urgermanische und ur-indogermanische Formen sind durch * gekennzeichnet, entsprechende Konsonanten durch Fettdruck hervorgehoben.
| Nr. | *Idg.    | Latein | Griech.     | *German. | Englisch      | Niederländisch    | Limburgisch | Luxemburgisch | Deutsch  |
| --- | -------- | ------ | ----------- | -------- | ------------- | ----------------- | ----------- | ------------- | -------- |
| 1   | *pəter   | pater  | πατήρ patḗr | *fađer   | father        | vader             | vader       | Pater         | Vater    |
| 2   | *bhratar | frater | phratér     | *brōþer  | brother       | broeder           | broor       |               | Bruder   |
| 3   | *kerd    | cord-  | kard-       | *χertōn  | heart         | hart              | hert        |               | Herz     |
| 4   | *dheub   | .      | .           | *deup    | deep          | diep              | deep        |               | tief     |
| 5a  | *ed-     | ed-    | ed-         | *itana   | eat           | eten              | aete        |               | essen    |
| 5b  | *sed-    | sed-   | .           | *sitana  | sit           | zitten            | zitte       |               | sitzen   |
| 6   | *ego     | ego    | ego         | *ek      | I / aengl: ic | ik                | ich         |               | ich      |
| 7   | *bher    | fer-   | pher-       | *bairana | bear          | baren             | bare        |               | ge-bären |
| 8   | *udhar   | uber   | oũthar      | *udar    | udder         | uier / mnl: uyder | ujjer       |               | Euter    |
| 9   | *wegh-   | veh-   | .           | *wega-   | weigh         | wegen             | waege       |               | wiegen   |

Während z. B. das Lateinische und Griechische die „indogermanischen“ Konsonanten weitgehend erhalten, erfährt das Germanische einen lautgesetzlichen Wandel der Tenues /p, t, k/, Mediae /b, d, g/ und Mediae-Aspiratae /bh, dh, gh/. Das Englische und das Niederdeutsche konservieren bis heute diese „germanischen“ Konsonanten, dagegen erfolgt beim Übergang zum Hochdeutschen eine zweite Lautverschiebung dieser Konsonantengruppe. Insgesamt ergeben sich folgende Lautgesetze:
Germanische und hochdeutsche Lautverschiebung
| Nr | Indogerm. → | Germanisch → | Hochdeutsch       |
| -- | ----------- | ------------ | ----------------- |
| 1  | p →         | f →          | f                 |
| 2  | t →         | þ (th) →     | d                 |
| 3  | k →         | h (ch) →     | h                 |
| 4  | b →         | p →          | ff / pf           |
| 5  | d →         | t →          | ss / tz           |
| 6  | g →         | k →          | hh / ch           |
| 7  | bh →        | b →          | b (alem./bair. p) |
| 8  | dh →        | d →          | t                 |
| 9  | gh →        | g →          | g (bair. k)       |

## Bemerkungen zur Sprachgeschichte

### Urgermanisch und seine Abspaltungen
Einige Forscher vermuten, dass das Urgermanische mit den Vorläufern der baltischen und slawischen Sprachen eine Dialektgruppe innerhalb der west-indogermanischen Sprachen bildete. Diese Annahme wird nicht zuletzt durch eine neuere lexikostatistische Arbeit gestützt. Diese Vorformen des Germanischen könnten bereits im späten 3. und frühen 2. Jahrtausend v. Chr. entsprechend ihrer geographischen Lage eine Zwischenstellung zwischen den vermuteten Sprachgruppen Italo-Keltisch im Südwesten und Baltoslawisch im Südosten eingenommen haben.
Das Urgermanische habe sich dann aus dieser Gruppe gelöst, wonach es deutliche Wechselwirkungen mit frühfinnischen Sprachen zeige.
Bezüglich einer sogenannten germanischen „Urheimat“ bringt der Onomastiker Jürgen Udolph das Argument, dass sich germanische Orts- und Gewässernamen mit Schwerpunkt im weiteren Umkreis des Harzes nachweisen lassen. Diese Beobachtung belegt jedoch im Grunde nur eine seit der Benennung ungestörte germanische Besiedlung, nicht deren Zeitrahmen. Einen Zeitrahmen bieten dagegen archäologische Funde auf Grund gleichartiger, ungebrochener Traditionen im Raum zwischen dem von Udolph vorgeschlagenen Harzumland bis Südskandinavien seit etwa dem 12. Jahrhundert v. Chr.
Die urgermanische Sprache (auch „Protogermanisch“ oder „Gemeingermanisch“) konnte durch sprachwissenschaftliche Vergleiche weitgehend rekonstruiert werden. Diese erschlossene Vorform soll bis etwa 100 v. Chr., in der sogenannten gemeingermanischen Sprachperiode relativ einheitlich geblieben sein. Als Eigenheit fällt auf, dass das Germanische einige indogermanische Erbwörter recht eigenwillig verwendet (Beispiel: sehen = „[mit den Augen] folgen“, vgl. lateinisch sequi). Nach Wolfram Euler spaltete sich als erste Sprache das ausgestorbene, fast nur durch das Gotische überlieferte Ostgermanische ab. Im 1. Jahrhundert n. Chr. hätten sich dann die westgermanischen von den nordgermanischen Sprachen getrennt.

### Wortschatz, Lehnwörter
Es wurde die Hypothese aufgestellt, dass der urgermanische Wortschatz eine Reihe von Lehnwörtern nicht-indoeuropäischen Ursprungs enthalten haben soll. Auffallend sollen z. B. Entlehnungen im Bereich von Schiffbau und Navigation aus einer bisher unbekannten Substrat- oder Superstratsprache sein. (Siehe: Germanische Substrathypothese sowie Hypothese der Atlantisch-Semitidischen Sprachen.) Solche Hypothesen wurden jedoch anderweitig auch entschieden bestritten. Entlehnungen im Bereich sozialer Organisation werden auch keltischem Einfluss zugeschrieben (was noch nicht bedeutet, dass es indoeuropäische Erbwörter sein müssen). Die Beobachtungen legen insgesamt eine Entstehung des Germanischen aus einer Sprachkontakt-Situation nahe. Wertvolle Hinweise sowohl auf die germanischen Lautformen als auch vorgeschichtliche Nachbarschaftsverhältnisse geben noch heute in ostsee-finnischen Sprachen erhaltene Entlehnungen aus dem Germanischen, wie z. B. finnisch kuningas (König) aus Germanisch: *kuningaz, rengas (Ring) aus Germanisch: *hrengaz (/z/ steht für stimmhaftes /s/).

### Artikel
Das Germanische kannte ursprünglich weder den bestimmten noch den unbestimmten Artikel, ebenso wie das Lateinische und die meisten slawischen und baltischen Sprachen. Das Westgermanische  bildete dann die bestimmten Artikel „der“, „die“ und „das“ aus den Demonstrativpronomen. Die unbestimmten Artikel wurden in den westgermanischen und in den meisten nordgermanischen Sprachen (wie in den romanischen Sprachen) aus dem Zahlwort für „1“ gebildet. Das moderne Isländisch hat keinen unbestimmten Artikel entwickelt.